# Vilémov (ort i Tjeckien, Ústí nad Labem, lat 50,99, long 14,34)
Vilémov är en ort i Tjeckien.   Den ligger i regionen Ústí nad Labem, i den norra delen av landet, 100 km norr om huvudstaden Prag. Vilémov ligger 335 meter över havet och antalet invånare är 1 008.
Terrängen runt Vilémov är kuperad västerut, men österut är den platt. Runt Vilémov är det ganska tätbefolkat, med 134 invånare per kvadratkilometer. Närmaste större samhälle är Šluknov, 8,3 km öster om Vilémov. I omgivningarna runt Vilémov växer i huvudsak blandskog.